# Марсоход
Марсоходът е космически апарат, който се движи самостоятелно по повърхността на Марс след кацане.
Марсоходите имат няколко предимства пред стационарните спускаеми апарати: изследват по-подробно територията, която обхождат, могат да бъдат насочени към интресни особености на релефа, могат да бъдат оставяни на слънчеви позиции по време на зимните месеци и могат да усъвършенстват познанието ни за извършване на дистанционен контрол над робота.
Техни предимства пред орбиталните апарати са възможностите за наблюдение на микроскопично ниво и извършването на физически експерименти. Пречки са по-големите възможности за провал заради нуждата от кацане и подобните рискове, които не се отнасят за орбитърите. Също така те са ограничени от по-малката си скорост и изследват по-малка територия около самата им площадка за кацане.
Има четири успешни марсохода всеки от които е автоматичен (има и два успешни ровъра, които не са изследвали Марс, това са луноходите от съветската програма Луноход през 70те години на 20 век пратени да изследват Луната).

## Списък на марсоходи
Няколко марсохода са били пратени да изследват Марс.
- Марс 2 – съветска космическа мисия, изстреляна през 1971 г. Мисията се проваля при кацането на Марс. Марс 2 и Марс 3 са носили със себе си идентични 4,5 kg марсоходи „Проп-М“. За този тип марсоход е било предвидено да се придвижва на ски, докато е свързан посредством кабел със спускаемия модул.[2]

- Марс 3 (1971) – съветска космическа мисия. 20 секунди след кацане на марсианската повърхност, наземният екип губи комуникация с апарата.[2] Подобно на предшестващата мисия Марс 3 носи със себе си марсоход Проп-М.

- Соуджърнър – мисията на спускаемия модул Марс Патфайндър успешно каца на Марс заедно с марсохода Соуджърнър на 4 юли 1997 г. Връзката с апарата е изгубена на 27 септември същата година.

- Бигъл 2 – британска мисия за спускане на марсоход Бигъл 2 от европейския орбитален апарат Марс Експрес през 2003 г. Комуникацията е напълно изгубена след като спускаемият модул се отделя от орбиталния апарат Марс Експрес.

- Спирит – марсоходът Спирит е част от програмата Марс Експлорейшън Роувър. Изстрелян е на 10 юни 2003 г.[3] и каца успешно на 4 януари 2004 г. Почти 6 години след първоначлно определения лимит на мисията, Спирит е обходил 7,73 km от марсианската повърхност, но колелата му затъват в пясъка.[4] На 26 януари 2010 г. НАСА се признава за победена в усилията си да измъкне марсохода и съобщава, че оттук нататък марсоходът ще функционира като стационарна научна платформа. Последният сигнал от Спирит е получен на 22 март 2010 и НАСА спира опитите си да ги възобнови на 25 май 2010 г.[5]

- Опъртюнити – вторият марсоход от програма Марс Експлорейшън роувър, изстрелян на 7 юли 2003 г.[6] и кацнал успешно на 25 януари 2004 г. На 20 май 2010 г. марсоходът счупва рекорда за най-дълготрайна мисия на марсианската повърхност.[7][8]

- Кюриосити – марсоходът е част от програмата Марс Сайънс Лаборътори. Изстрелян е на 26 ноември 2011 г.[9][10] и каца успешно в равнината Еолида, близо до планината Еолида[11][12][13][14] в кратера Гейл на Марс на 6 август 2012 г.[15][16][17] През 2014 Кюриосити открива останките от пресъхнало езеро.[18][19] Впоследствие Кюриосити успява да извлече вода от образци[20] и се установява, че тя е по-тежка от земната. Съотнешението деутерий - водовод е пет пъти по-голямо отколкото във водата в земните океани.[20]

- Пърсивиърънс – каца на Марс през 2021 г. Марсоходът е част от програмата Марс 2020.

- Журонг – каца на Марс през 2021 г. Марсоходът е част от програмата Тиануен-1.

### Бъдещи марсоходи
- Розалинд Франклин – марсоход, разработван от Европейската космическа агенция, част от програма ЕкзоМарс.[21] Планира се изстрелването да се състои 2023 г.

## Галерия
|  |  |  |  |  |